# Висотний набряк легень

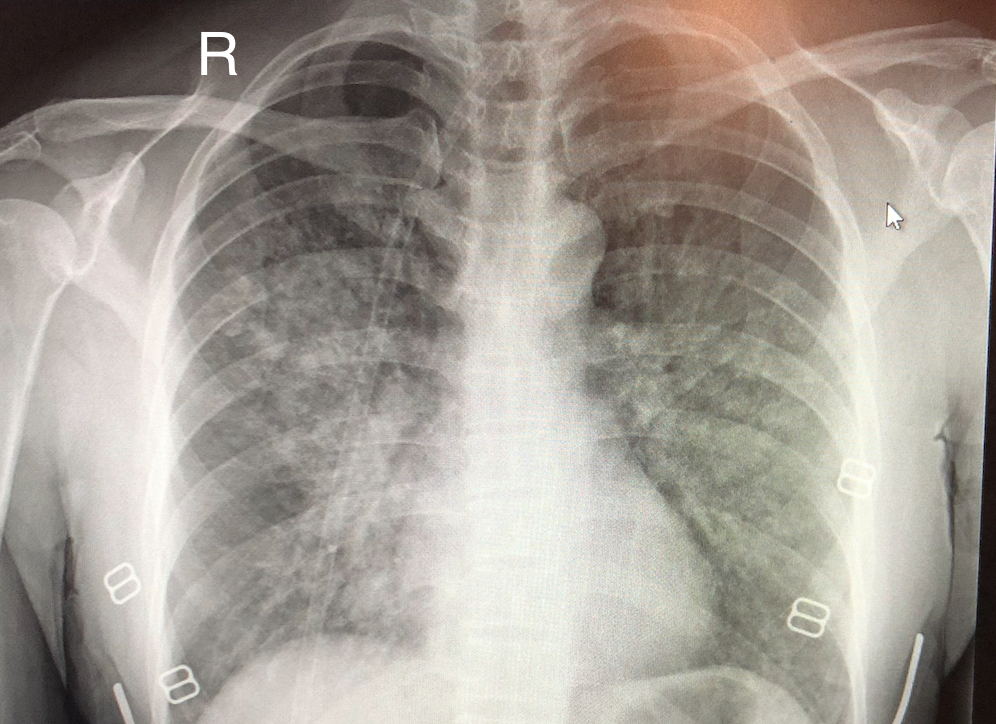
Рентгенограма грудної клітки при ВНЛ. Видно характерні плямисті альвеолярні інфільтрати.

Висотний набряк легень (ВНЛ), англ. HAPE — high-altitude pulmonary edema — це важкий прояв гірської хвороби, небезпечна для життя форма некардіогенного набряку легень, яка виникає у здорових людей на висоті, зазвичай понад 2500 метрів. Також повідомлялося про випадки захворювання на висоті від 1500 до 2500 метрів у людей, які мають підвищений ризик або більш вразливі до впливу високогір'я.
Класично, ВНЛ виникає у людей, які зазвичай проживають на низькій висоті, коли вони підіймаються на висоту понад 2500 метрів. Також описані випадки, коли у людей, які зазвичай проживають на великій висоті, розвивався набряк легень після повернення з перебування на низькій висоті. За відсутності лікування ризик смертності при висотному набряку легень становить 50 %. Симптоми включають хрипіння під час дихання, задишку у стані спокою та ціаноз.
Існує багато факторів, які можуть зробити людину більш схильною до розвитку ВНЛ, включаючи генетичні. Фактори ризику розвинення цієї хвороби та способи запобігання їй до кінця не досліджені. ВНЛ залишається основною причиною смерті, пов'язаної з перебуванням на великій висоті, з високим рівнем смертності за відсутності адекватної невідкладної допомоги.

## Ознаки і симптоми
Фізіологічні та симптоматичні зміни можуть варіювати залежно від висоти підйому.
На Міжнародному симпозіумі з гіпоксії, що відбувся в Лейк-Луїз в Альберті, Канада, в 1991 році, були прийняті наступні визначення щодо діагностики ВНЛ. Про висотний набряк легень у разі нещодавнього підйому на висоту може свідчити наявність наступних ознак і симптомів.
Симптоми (щонайменше два):
- задишка у стані спокою;
- кашель;
- слабкість або зниження фізичної працездатності;
- стиснення або закладеність грудей.

Ознаки (щонайменше дві):
- хрипи під час дихання принаймні в одному легеневому полі;
- ціаноз;
- тахіпное (прискорене дихання);
- тахікардія (прискорене серцебиття).

Також одночасно з ВНЛ можуть бути присутні гостра гірська хвороба та висотний набряк мозку, проте ці симптоми можуть бути ледь помітними або взагалі відсутніми. Найнадійнішою ознакою ВНЛ є сильна втома або непереносимість фізичних навантажень, особливо у людини, яка раніше не мала цього симптому.

## Фактори ризику
Існує кілька факторів, які можуть сприяти розвитку ВНЛ, такі як чоловіча стать, генетичні фактори, попередній розвиток ВНЛ, швидкість підйому, вплив холоду, висота над рівнем моря, інтенсивність фізичного навантаження та певні супутні захворювання (наприклад, легенева гіпертензія). Анатомічні аномалії, що сприяють розвитку, включають вроджену відсутність легеневої артерії та серцеві шунти зліва направо (наприклад, дефекти міжпередсердної та міжшлуночкової перегородки) — і те, і інше посилює легеневий кровотік. Також було виявлено, що у осіб, схильних до ВНЛ, у чотири рази більша ймовірність наявності стійкого овального отвора (СОО), ніж у стійких до ВНЛ. Наразі немає показань або рекомендацій для людей з СОО щодо хірургічного закриття отвору перед перебуванням на екстремальній висоті.
У дослідженнях, проведених на рівні моря, у людей з ВНЛ була виявлена перебільшена реакція кровообігу на гіпоксію як у стані спокою, так і під час фізичного навантаження. У цих осіб були аномально високими тиск у легеневій артерії та легеневий судинний тонус. Мікронейрографічні записи у цих осіб виявили прямий зв'язок між підвищенням тиску в легеневій артерії та надмірною активацією симпатичної нервової системи, що може пояснити перебільшену реакцію на гіпоксію у цих осіб.
Дисфункція ендотеліальної тканини також пов'язана з розвитком ВОЛ, включаючи зниження синтезу NO-синтази (потужного вазодилататора), підвищення рівня ендотеліну (потужного вазоконстриктора) та порушення здатності виводити натрій і воду через епітелій та з альвеол.
Дані щодо генетичної основи схильності до ВНЛ суперечливі, а їх інтерпретація ускладнена. Гени, задіяні в розвитку ВНЛ, включають гени ренін-ангіотензинової системи, шляху NO-синтази та шляху факторів, індукованих гіпоксією. Подальше геномне тестування може дати чіткіше уявлення про генетичні фактори, що сприяють ВНЛ.

## Патофізіологія
Хоча це залишається предметом інтенсивного вивчення, численні дослідження та огляди протягом останніх кількох років допомогли з'ясувати гіпотетичний механізм розвитку ВНЛ. Провокуючим фактором ВНЛ є зниження парціального тиску кисню в артеріальній крові, спричинене нижчим тиском повітря на великих висотах (тиском газів у легенях).
В результаті виникає гіпоксемія, яка у свою чергу призводить до:
1. підвищення тиску в легеневих артеріях та капілярах (легенева гіпертензія) внаслідок гіпоксичної легеневої вазоконстрикції(інші мови)[7][9];
2. підвищення капілярного тиску (гідростатичний тиск) з надмірним розтягненням капілярних русел та підвищеною проникністю судинного ендотелію[7][10].

Це призводить до подальшого витоку в альвеоли клітин та білків, викликаючи набряк легень.
Гіпоксична легенева вазоконстрикція відбувається дифузно, що призводить до артеріальної вазоконстрикції у всіх ділянках легені. Про це свідчить поява «дифузних», «пухнастих» та «плямистих» інфільтратів, що спостерігаються при візуалізаційних дослідженнях у альпіністів з підтвержденим ВНЛ.
Хоча вищий тиск у легеневій артерії пов'язаний з розвитком ВНЛ, наявність легеневої гіпертензії сама по собі може бути недостатньою для пояснення розвитку набряку: важка легенева гіпертензія може розвинутися у осіб, що перебувають на великій висоті, і за відсутності клінічного ВНЛ.

## Діагноз
Діагноз ВНЛ повністю ґрунтується на симптомах, і багато з цих симптомів перетинаються з іншими діагнозами. До розуміння існування ВНЛ його часто плутали з пневмонією, що призводило до неадекватного лікування.
ВНЛ зазвичай розвивається протягом перших 2-4 днів походу на висоті понад 2500 метрів, симптоми найчастіше посилюються на другу ніч. Початкові симптоми нечіткі та включають задишку, зниження здатності до фізичних навантажень, збільшення часу відновлення, втому та слабкість, особливо при ходьбі вгору. Пізніше розвивається сухий, постійний кашель і часто ціаноз губ. Кардинальною ознакою ВНЛ є швидке прогресування до задишки у стані спокою. Пізніми ознаками є виділення рожевого, пінистого або кривавого мокротиння. У деяких випадках розвиваються супутні неврологічні ознаки, такі як погана координація, змінена свідомість або набряк мозку.
Під час фізикального обстеження часто спостерігається почастішання дихання, почастішання серцевих скорочень та субфебрильна температура близько 38,5 ° C. Прослуховування легень може виявити хрипи в одній або обох легенях, часто починаючи з правої середньої частки. Візуалізаційні дослідження, такі як рентген та КТ грудної клітки, можуть виявити грудні інфільтрати, які виглядають як непрозорі плями
Однією з відмінних рис ВНЛ є те, що пульсоксиметричні рівні насичення киснем (SpO2) часто знижені порівняно з очікуваними для високогір'я. Люди зазвичай не виглядають такими хворими, як можна було б припустити за даними SpO2 та рентгенографії грудної клітки. Подача додаткового кисню швидко послаблює симптоми та покращує значення SpO2; на тлі інфільтративних змін на рентгенограмі грудної клітки це майже патогномонічно для ВНЛ.

### Тяжкість
Ступінь тяжкості ВНЛ оцінюється за ступенями. Ступені легкого, середнього або тяжкого ВНЛ визначаються на основі симптомів, клінічних ознак та результатів рентгенографії грудної клітки. Під час оцінки тяжкості ВНЛ, враховуються такі симптоми як утруднене дихання під час фізичного навантаження або у стані спокою, наявність кашлю та його характер, а також рівень втоми пацієнта. Під час фізикального обстеження пацієнта з підозрою на ВНЛ для оцінки тяжкості стану використовуються такі показники, як частота серцевих скорочень, частота дихання, ознаки ціанозу та вираженість легеневих шумів. В польових умовах для оцінки стану пацієнта можуть бути використані як симптоми, так і ознаки, виявлені під час фізикального огляду.

### Диференціальна діагностика
Диференціальна діагностика має виключити наступні діагнози:
- пневмонія;
- бронхіт;
- закупорка слизом;
- тромбоемболія легеневої артерії;
- гострий коронарний синдром;
- гостра серцева недостатність;
- астма;
- реактивне захворювання дихальних шляхів(інші мови);
- гіпонатріємія, пов'язана з фізичним навантаженням(інші мови);
- пневмоторакс.

## Профілактика
Основною рекомендацією для профілактики ВНЛ є поступовість підйому. Рекомендована швидкість підйому така ж, як і для профілактики гострої гірської хвороби та висотного набряку мозку.
Медичне товариство дикої природи (Wilderness Medical Society, WMS) рекомендує альпіністам на висоті понад 3000 метрів:
- не збільшувати висоту сну більш ніж на 500 метрів на день;
- кожні 3–4 дні влаштовувати день відпочинку (тобто без додаткового підйому).

Якщо дотримання цих рекомендацій обмежене рельєфом місцевості або логістичними факторами, дні відпочинку слід влаштовувати до або після днів зі значними наборами висоти. Загалом, WMS рекомендує, щоб середня швидкість підйому протягом усієї подорожі не перевищувала 500 метрів на день.
Найбільш вивченим та бажаним препаратом для профілактики ВНЛ є ніфедипін, легеневий вазодилататор, який запобігає викликаній висотою легеневій гіпертензії. Суворо рекомендується його використання особам з попередніми випадками ВНЛ в анамнезі. Згідно з опублікованими даними, застосування цього препарату є найефективнішим, якщо його починати за один день до підйому та продовжувати протягом чотирьох-п'яти днів або до спуску нижче 2500 метрів.
Додаткові препарати, що розглядаються для профілактики, але потребують подальших досліджень для визначення ефективності та рекомендацій щодо лікування, включають ацетазоламід, сальметерол, тадалафіл (та інші ФДЕ5 інгібітори) та дексаметазон. Ацетазоламід довів свою клінічну ефективність, але по його застосуванню поки що бракує офіційних досліджень. Сальметерол вважається додатковою терапією до ніфедипіну, хоча лише у дуже схильних до ВНЛ альпіністів з чітко доведеним рецидивом. Було виявлено, що тадалафіл ефективний у запобіганні ВНЛ у схильних до нього осіб під час швидкого сходження, але оптимальне дозування та частота ще не встановлені. Щодо дексаметазону, наразі його застосування показано для лікування гострої гірської хвороби середнього та тяжкого ступеня і висотного набряку мозку, також було виявлено, що він запобігає ВНЛ але його рутинне використання поки що не рекомендується.
Примітно, що кожен із цих препаратів блокує гіпоксичну легеневу гіпертензію, що підтверджує запропоновану патофізіологію ВНЛ, описану вище.
Підіймаючись на велику висоту, рекомендується уникати вживання алкоголю або снодійних препаратів.

## Лікування

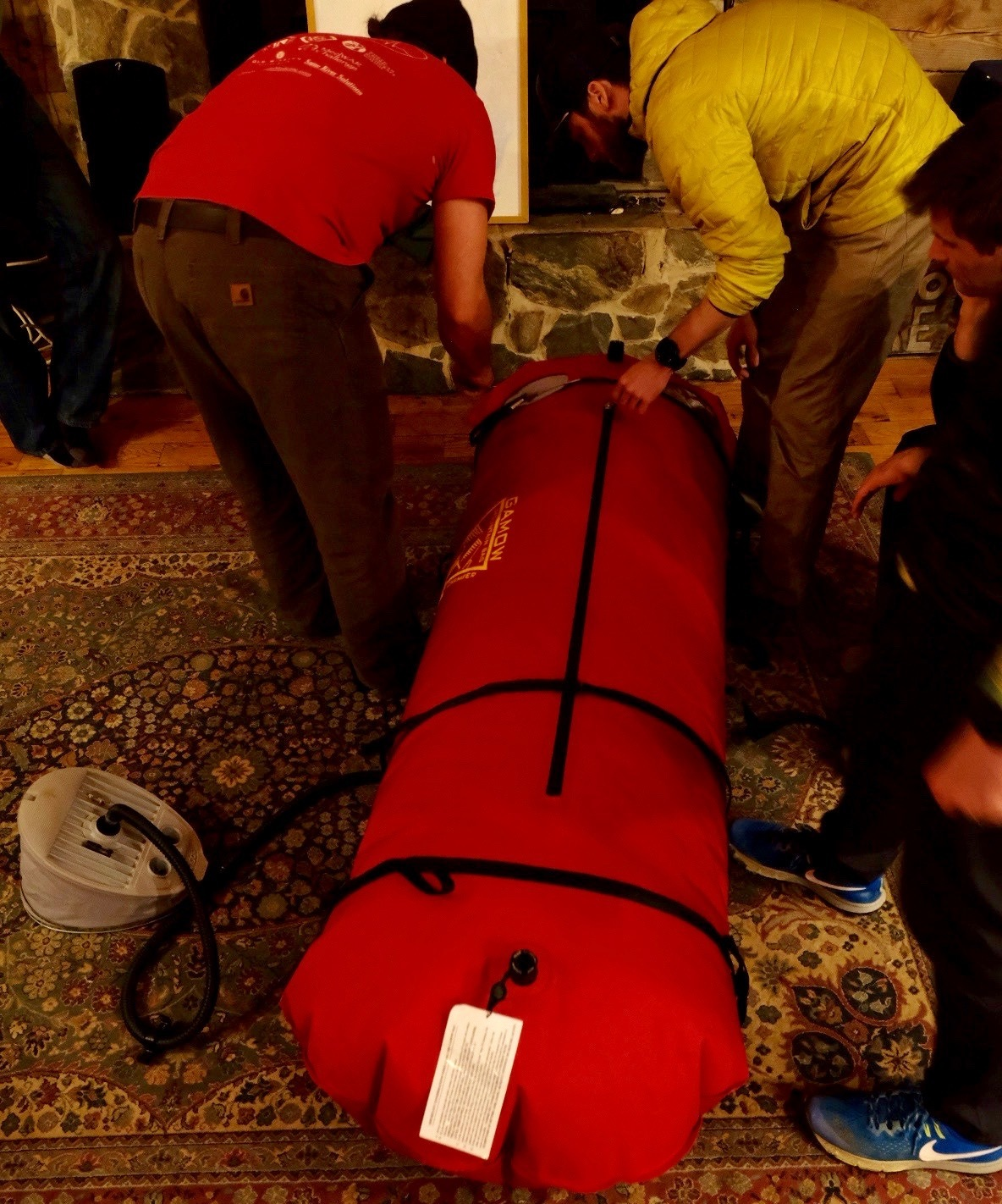
Демонстрація використання портативної гіпербаричної камери.

Рекомендованим методом лікування першої лінії є якомога швидший спуск постраждалого на меншу висоту, при цьому покращення спостерігається вже на висоті від 500 до 1000 метрів. Однак спуск не є обов'язковим для людей з легкою формою ВНЛ, і послабити симптоми може лікування за допомогою методів зігрівання, відпочинку та додаткового кисню може покращити симптоми. Як заміна спуску може бути використана подача додаткового кисню зі швидкістю потоку, достатньо високою для підтримки SpO2 на рівні 90 % або вище. У лікарняних умовах кисень зазвичай подається через носову канюлю або маску протягом кількох годин, доки людина не зможе підтримувати сатурацію кисню вище 90 %, дихаючи навколишнім повітрям. У віддалених місцях, де ресурси обмежені, а спуск неможливий, розумною альтернативою може бути використання портативної гіпербарокамери, яка імітує спуск, у поєднанні з додатковим киснем та ліками.
Як і у випадку профілактики, стандартним препаратом після розвитку у альпініста ВНЛ є ніфедипін, хоча його найкраще використовувати як доповнення до спуску, гіпербаричної терапії або кисневої терапієї, а не як заміну їм. Також є ефективними інгібітори фосфодіестерази 5, такі як силденафіл і тадалафіл хоча вони офіційно не вивчалися для лікування ВНЛ і можуть розглядатися як додаткова терапія, якщо терапія першої лінії неможлива; однак вони можуть посилити головний біль при гірській хворобі. Роль бета-2-агоніста сальметеролу не встановлена, хоча можна розглянути і його використання.
Дексаметазон має потенційну роль у лікуванні ВНЛ, хоча наразі немає досліджень, які б підтверджували його ефективність як методу лікування. Однак, як зазначено в Практичних рекомендаціях WMS 2014 року, його використання рекомендується для лікування людей із супутніми висотними набряками легенів і мозку (ВНМ) у дозах, рекомендованих для лікування одного ВНМ. Крім того, вони підтримують його використання при ВНЛ з неврологічними симптомами або гіпоксичною енцефалопатією, яку неможливо відрізнити від ВНМ.

## Епідеміологія
Імовірність виникнення ВНЛ залежить від висоти та швидкості підйому. Загалом, на висоті 4500 метрів захворюваність становить від 0,2 до 6 %, а на висоті 5500 метрів — від 2 до 15 %. Захворюваність, вища за 6 %, спостерігається, коли альпіністи піднімаються зі швидкістю більшою за 600 метрів на день.
Повідомлялося, що ВНЛ розвивається приблизно у 1 з 10 000 лижників, які підіймаються на помірні висоти в Колорадо; в одному дослідженні повідомлялося про 150 випадків протягом 39 місяців на лижному курорті в Колорадо, розташованому на висоті 2928 метрів.
Набряк легень розвинувся приблизно у 1 з 50 альпіністів, які піднялися на Деналі (6194 метри) і у 6 % альпіністів, які здійснювали швидкі сходження в Альпах (4559 метрів). У альпіністів, які раніше перенесли ВОЛ, рецидиви траплялися у 60 % при підйомі на 4559 метрів протягом 36-годинного періоду, хоча при повільнішій швидкості підйому цей ризик значно знижувався.

## Історія
ВНЛ був визнаний лікарями ще в 19 столітті, але спочатку його пов'язували з «високогірною пневмонією». Перший задокументований випадок висотного набряку легень, підтверджений розтином, — смерть доктора Жакотте, у 1891 році в обсерваторії Валло на висоті 4358 метрів під вершиною Монблану. Після участі в рятувальній операції на горі цей лікар відмовився повертатися і провів ще дві ночі на висоті з очевидними симптомами головного болю. На другу ніч він помер.
Цей стан згодом був помічений у здорових в іншому альпіністів, які померли невдовзі після прибуття на великі висоти. Лише в 1960 році терапевт з Аспена Чарльз Г'юстон опублікував дані про чотири клінічні випадки у осіб, які брали участь у високогірних заходах, і яким він поставив діагноз «набряк легень». Він описав рентген грудної клітки з набряком та неспецифічні зміни на ЕКГ. Хоча такі випадки раніше називали «високогірною пневмонією», Г'юстон зазначив, що це був «гострий набряк легень за відсутності серцевих захворювань».